# Abderrazák Hírí
Abderrazák Hírí (arabul: عبد الرزاق خيري); 1962. november 20. –) marokkói válogatott labdarúgó.

## Pályafutása

### Klubcsapatban
Rabatban született. 1982 és 1995 között a FAR Rabat játékosa volt, melynek tagjaként 1984-ben, 1987-ben és 1989-ben megnyerte a marokkói bajnokságot. 1985-ben a CAF-bajnokcsaptok-Afrika-kupája serlegét is elhódította csapatával. 1996 és 1997 között az ománi El-Szuvajk csapatában játszott. 1997 és 1998 között a Jakub El-Manszúr labdarúgója volt.  

### A válogatottban
1982 és 1989 között 48 alkalommal játszott a marokkói válogatottban. Részt vett az 1986-os, valamit az 1988-as afrikai nemzetek kupáján és az 1986-os világbajnokságon, ahol a marokkóiak összes mérkőzésén pályára lépett pályára. A Portugália elleni győztes csoportmérkőzésen két gólt szerzett.

## Sikerei, díjai
FAR Rabat
- Marokkói bajnok (3): 1983–84, 1986–87, 1988–89
- CAF-bajnokcsaptok-Afrika-kupája győztes (1): 1985
- Afro-ázsiai klubok kupája győztes (1): 1986